# Nicole Laroche
Nicole Laroche, née le 20 juillet 1945 à Paris (18e Ar.) et morte le 28 mai 2019 à Argenteuil, est une ingénieure française, diplômée des Arts & Métiers (ENSAM). Elle est la première femme Gadzarts (Promotion Li.64).

## Biographie
Nicole Laroche (née Schrottenloher) est issue d'un milieu modeste. Nicole Laroche réussit le concours des Arts et Métiers en 1964. Première femme à intégrer l'école, son admission à l'ENSAM fait l'objet d'une large couverture médiatique. Le couturier Jacques Estérel confectionne son uniforme de Gadzarts,.
Nicole Laroche commence sa carrière dans le service commercial d'une société d'équipements de sidérurgie pendant quelques mois. Elle devient ensuite coordinatrice des études-méthodes pour un sous-traitant automobile, poste qu'elle occupe 4 ans avant de reprendre des études. Elle obtient le diplôme d'ingénieur de l'Institut Français du Froid Industriel (IFFI) en 1975. Nicole Laroche est ensuite Responsable d'études en climatisation de voitures ferroviaires. Elle occupe cette fonction pendant 14 ans. Elle effectue ensuite un changement de carrière. Elle prépare les concours de l'éducation nationale et devient enseignante en lycée professionnel.

## Première femme ingénieur Arts et Métiers
En 1964 Nicole Laroche devient la première femme Gadzarts. Elle fait partie des premières femmes à intégrer les grandes écoles d'ingénieurs françaises : première femme admise aux Ponts et Chaussées en 1962, aux Arts et Métiers en 1964, aux Mines de Paris en 1970 et à Polytechnique en 1972.

## Citation
« J'ai été reçue au concours. J'ai beaucoup hésité en apprenant que je serais la première et seule fille, mais jamais un Gadzarts n'a dû arrêter ses études pour des raisons financières. Cet argument a pesé dans mon choix d'intégrer l'Ecole Nationale des Arts et Métiers. »

— Extrait de 50 Portraits 50 ans d'ingénieures Arts & Métiers (SOCE, Paris 2015)

## Distinction
Médaille de Bronze de la société des Ingénieurs Arts et Métiers (2014)